# Sepsibodoki református templom
A sepsibodoki református templom a falu központjában álló, középkori eredetű, keletelt műemlék épület. Egykor ovális alaprajzú várfallal volt körülvéve, napjainkban falgyűrűjének északi része hiányzik, a többi az évszázadok során alacsonyabb lett. A műemléktemplomtól délnyugatra, középkori eredetű harangtorony emelkedik, amely eredetileg a templomvár kaputornya volt.

## Története
A 14. század elején kőből épült román stílusú templomot a 15. században gótikus stílusban átalakították. A falu az 1332-es pápai tizedjegyzékben önálló egyházközségként szerepelt Bodok néven. Az 1567-es regestrumban 26 kapuval jegyezték be. Dendrokronológiai kutatások szerint födémszerkezetéhez 1526-ban vágták ki a faanyagot, ezzel Sepsiszék legrégebbi szerkezete.
A műemléket 1651-ben Mikó Miklós patronálásával átépítették, akkor készült a déli bejárat kőkerete. Az felújításról a nyugati oromfalon elhelyezett feliratos kőtábla tanúskodik.
Újabb építkezésekre a 18. században került sor, amikor a déli kapu elé barokk portikuszt emeltek. A középkori templomot feltehetően boltozat fedte, amelyet vagy 1651-ben, vagy a 18. századi átalakítások során lebontottak.
A tornyot a gyakori földrengések okozta károk miatt többször javították, a felső részét újra is építették a 18-19. században.
A templom történetével részletesen Orbán Balázs foglalkozott.

## Leírása
A sepsibodoki református templom kelet-nyugati tájolású, 15. századi, támpillérekkel erősített épület.
A műemléktemplom kettős térfűzésű, hajóból és egy keskenyebb, a nyolcszög öt oldalával záródó szentélyből áll. Az egyenes gerincvonalú épületet nyugaton enyhén kontyolt nyeregtető fedi. 
A templomfedél gerincéig nyúló nyugati oldalának háromszögű oromzatával egyik legeredetibb középkori emlék.
A hajó nyugati végében lévő bejáratnak két hornyolat közé fogott pálcataggal díszített csúcsíves ajtókerete van. Az ajtónyílás fölött, a nyugati oromfal külső oldalán feliratos kőtábla látható. A nyugati oromfalon található keskeny ablak a karzat megvilágítására szolgál.
A hajó északnyugati és délnyugati sarkán cseréppel fedett kettős vízvetővel ellátott erőteljes támpillérek állnak. A pillérek alsó részén félkörívesen kialakított késő középkori lábazati párkány látható.
A hajó déli oldalán egy későbbi építésű karzatfeljáró található. A déli oldalbejárat elé barokk portikusz épült, középen félköríves záródású vakablakkal ellátott oromfallal.
A templom déli oldalbejáratának szemöldökgyámos ajtókerete van, amelyre később az 1651-es évszámot vésték. Ugyanott kőbe vésett monogram is látható, amely az 1651. évi átépítést támogató Mikó Miklós nevének latin kezdőbetűit örökíti meg.
Az épület déli oldalán nyíló ablakok a korábbiak átalakításából származnak. A szentély keleti zárófalán egy kisebb, félköríves záródású ablak látható, amely a szószékfeljárót világítja meg. Az északi fal ablakai a barokk átépítéskor készültek, az ott látható gyámok elhelyezése megegyezik a déli oldal támpilléreinek felosztásával.
A 21 méter hosszú, 11 méter széles tágas templombelső hajó-szentély részre oszlik. A szentély belül szabálytalan félkör alakú, külső oldalain pedig szabályosan, a nyolcszög három szögével záródik.
A szentély belső, északi oldalfalán a befalazott sekrestyeajtó kerete, valamint az ajtókeret kőből faragott lábazatának egy része is látható. A déli oldalon álló gótikus ablakok körvonalai a későbbi befalazás ellenére is láthatók, a többi gótikus ablak nyílását utólag átépítették.
A templom belső terét felül egyszerű, lapos, festett csillagokkal díszített mennyezet zárja le. A hajót a szentélytől elválasztó diadalív hiányzik. 
A sekrestyeajtót szemöldökgyámos, szedettélű faragvány keretezi.
A kegytárgyak közül említésre méltó az 1755-ből származó, késő reneszánsz fedeles kehely.
A déli bejárat kőtábláján a Mikó címer felett 1686-os évszámmal a Példabeszéd néhány sora olvasható:
„Prober; XV.V.V.Z. Aki el vonsza magát az tanítástól meg utalyja az eö lelkit."
Az északi falba beépített kőlapon pedig egy 1851-es feljegyzés áll a gr. Mikó Imre költségéből történt javítások emlékére.

## A templom tornya és várfala
A vártemplomot ovális alakú, északi felén hiányos kőfal övezi, amelynek délnyugati felén egykor kaputorony állt.
A terméskőből, keskeny alapokra felrakott várfal eredeti állapotában magasabb lehetett. Építésére valószínűleg a templom 15. századi átalakítása idején került sor. Északi oldalát utólag lebontották, a többi részét letörpítették.
A templomot övező védőrendszer 1 méter vastagságú fala az udvarszinttől mérve megközelítőleg 1 méter magas, kívülről helyenként a 2,50-3,00 méter magasságot is eléri. Déli oldalát három zömök támpillér erősíti. A falon hiányoznak a lőrések és a szuroköntő nyílások, amelyek valószínűleg egykor a felső részén, az időközben lebontott mellvéden kaptak helyet.
A nyugati oldalon nyíló bejárat felé vastag falú torony emelkedik, amelynek földszinti része az első övpárkányig 15. századi, az ezt követő falrész már az újabb átépítés eredménye. Utólagos hozzátoldások a várfal külső oldala mentén sorakozó alacsony támpillérek is.
A torony, amely egykor a kapu védelmére épült, sorozatos átépítésen, magasításon esett át.
Középkori eredetűnek ma csupán az 1,30 méter falvastagságú kapualj látszik.

## Külső hivatkozások
- Erdély kincsei. Sepsiszentgyörgy és vidéke
- Bodok község weblapja